# Királyok völgye 45

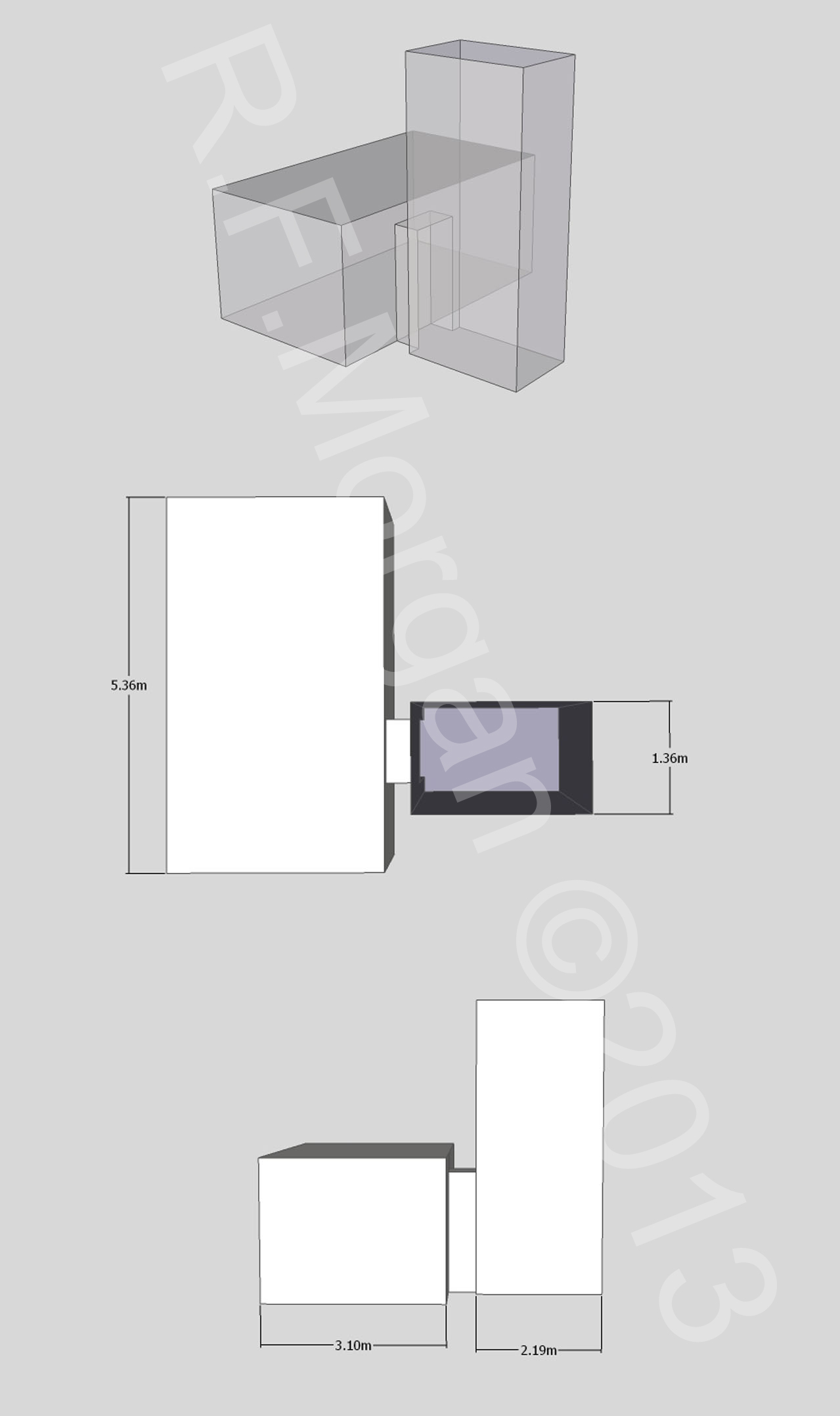
A sír izometrikus képe, alaprajza és oldalnézeti metszete egy 3D-modell alapján

A Királyok völgye 45 (KV45) egy egyiptomi sír a Királyok völgye keleti völgyében, a fő vádi délkeleti ágában. Egy, a XVIII. dinasztia idején élt nemesember, Uszerhat sírja. Uszerhat Ámon földjeinek felügyelője volt IV. Thotmesz idején vagy III. Amenhotep uralkodása elején. A sír egy kb. 3 méter mély aknából és egy díszítetlen kamrából áll, hossza 5,8 m, területe 20,09 m².
A XXII. dinasztia idején, I. Oszorkon uralkodása alatt újrahasznosították, ekkor Mereszhonsz, Ámon házának ajtónállója temetkezett ide, akinek nevét egy kis, fekete mészkő szívszkarabeuszon találták meg múmiáján.
Felfedezésekor a sír körülbelül egyharmadáig törmelékkel volt tele, a beáradó víz nagy kárt tett benne. Carter nem tudta kiemelni a két, XXII. dinasztia korabeli múmiát, Mereszhonszot és az ismeretlen nevű női múmiát, csak Uszerhat XVIII. dinasztia kori temetkezésének egyes tárgyait, például a kanópuszedények, két fa usébtidoboz és pár usébti töredékeit. 1992-ben Donald Ryan tárta fel a sírt, és találta meg az eredeti temetkezés koporsóinak több száz darabját, melyben kárt tett a víz, valamint legalább 44 durva kialakítású agyag usébtifigura darabjait. Az eredeti temetkezéshez is két múmia tartozott. A bejáratot jelenleg fémrács fedi, köré alacsony falat emeltek, hogy ne árassza el a víz.

## Külső hivatkozások
- Theban Mapping Project: KV45